# Tomaž Naglič
Tomaž Naglič, né le 18 juillet 1989 à Kranj, est un sauteur à ski slovène.

## Biographie
Membre du club SSK Alpina Žiri, il fait ses débuts internationaux en 2004. En 2010, il remporte son premier concours dans la Coupe FIS, à Kranj, sur le troisième niveau mondial.
Il se qualifie pour la première fois dans la Coupe du monde en janvier 2011 sur le tremplin de  
vol à ski d'Harrachov, y marquant ses premiers points. En août 2011, il monte sur son premier podium en Coupe continentale à Courchevel, puis sa première et seule victoire un an plus tard à Kuopio. En septembre 2012, Naglič enregistre son meilleur résultat dans le Grand Prix d'été, face à quelques des meilleurs sauteurs, avec une quatrième place sir le tremplin d'Almaty.
Il obtient ses meilleurs résultats dans l'élite au début de l'année 2014, décrochant même une huitième place à Zakopane. En 2014, il obtient sa seule sélection pour des championnats, prenant part aux Mondiaux de vol à ski à Harrchov.
En 2018, après trois ans passés dans la Coupe continentale, il marque de nouveau des points dans la Coupe du monde lors de l'étape basée à Planica, où il devient 17e.
Il prend sa retraite sportive en 2019.

## Palmarès

### Championnats du monde de vol à ski
| Épreuve / Édition | Harrachov 2014 |
| Individuel        | 31e            |

### Coupe du monde
- Meilleur classement général : 36e en 2014.
- Meilleure performance individuelle : 8e.

#### Classements en Coupe du monde
| Année     | Classement général final |
| 2010-2011 | 62e                      |
| 2013-2014 | 36e                      |
| 2014-2015 | 73e                      |
| 2017-2018 | 53e                      |

### Coupe continentale
- 6e du classement général en 2012.
- 8 podiums, dont 1 victoire.